# Cephalorhynchus eutropia
El delfín chileno (Cephalorhynchus eutropia), también conocido como delfín negro es una especie de cetáceo odontoceto de la familia Delphinidae que se encuentra únicamente en las costas de Chile.

## Nombre
A principios del siglo XX el delfín chileno era comúnmente conocido como delfín negro. Luego se acordó que era una elección deficiente. La mayoría de los pocos especímenes individuales estudiados por los científicos eran o bien ejemplares muertos cuya piel se había oscurecido debido a la exposición al aire, o especímenes vivos vistos a distancia en el mar, circunstancia en que parecen más oscuros de lo que en realidad son. Cuando se estudiaron más ejemplares, se constató que el dorso del delfín es en realidad una mezcla de tonos de gris, y que las demás partes son blancas. Actualmente existe consenso en la comunidad científica en designar al Cephalorhynchus eutropia como delfín chileno, de acuerdo con el criterio de su distribución a lo largo de la costa de aquel país. Popularmente, en especial en la zona austral del país, es conocido como tonina.

## Descripción
Cephalorhynchus eutropia es un delfín pequeño y robusto, es uno de los más pequeños del mundo. Su característica principal es que sus aletas son de forma redondeada (no en punta como la mayoría de los delfines); siendo la aleta dorsal de borde redondeado y aletas pectorales de forma ovalada. Mide como máximo 165 cm de longitud. Pesan en promedio 57 kg y las hembras pueden ser ligeramente más grandes que los machos. La cabeza tiene forma cónica, y su hocico es romo (no es pronunciado como el delfín nariz de botella). Su coloración es gris oscura y su vientre es blanco. El delfín chileno tiene de 28 a 34 pares de dientes en la mandíbula superior y de 29 a 33 en la inferior.

## Biología y ecología
Vive normalmente en pequeños grupos de entre dos y diez individuos. La longevidad, gestación y lactancia no son adecuadamente conocidos, pero se cree que son similares a las otras especies, que tiene un período de gestación de 10 a 12 meses y una longevidad aproximada de 20 años.

## Población y distribución
La población del delfín chileno, quizá uno de los menos estudiados de todos los cetáceos, no es conocida con certeza. Puede ser de unos pocos miles de individuos, aunque al menos un investigador, Steve Leatherwood, ha sugerido que sería mucho menor. Al parecer, no efectúa migraciones. El animal parece preferir aguas poco profundas, de menos de 200 metros de profundidad, y en particular disfruta el oleaje de las mareas y la desembocadura de los ríos. 
Cephalorhynchus eutropia habita mayoritariamente en las costa del océano Pacífico sudoriental, en el litoral chileno desde Valparaíso (33º S) hasta el Cabo de Hornos (55ºS), la isla Navarino y el canal Beagle (hasta el sector argentino) y, en muy bajo número, también en el Atlántico sudoccidental, alcanzando por el norte los 47°45′S en la costa de la Patagonia argentina, con una muy pequeña población en la ría Deseado (nordeste de provincia de Santa Cruz).

## Estado de conservación y pesca
Este delfín en 2008 fue incluido en la Lista Roja de la UICN, como especie Casi amenazada (NT del inglés near threatened), debido a que la mejor información disponible, indica que el total de la población ronda en los pocos miles de individuos. Esto significa que el número de individuos maduros es menor a 10 000, por esta causa se espera que el tamaño de la población pueda disminuir en las próximas generaciones, sin embargo la clasificación actual está supeditada a que se colecte mejor información de este animal. Esta situación hace que sea urgente conducir investigaciones para establecer el estatus actual de la especie.
El delfín chileno es el único Cephalorhynchus que no nada junto a los barcos. Se cree que esto se debe a la muy difundida caza con arpones ocurrida incluso hasta la década de 1980, lo que les produjo temor de las embarcaciones. Durante los años en que se cazaba, se eliminaban hasta 1500 ejemplares por año, produciendo el peligro de extinción de la especie.[cita requerida].